# Breaking the Silence (альбом)
Breaking the Silence — дебютный студийный альбом американской трэш-метал группы Heathen, выпущенный в 1987 году на Combat Records.
В 1987 году альбом разошёлся тиражом около 100 000 копий по всему миру.

## Список композиций
Оригинальный виниловый релиз
1. «Death by Hanging» — 5:05
2. «Goblins Blade» — 4:33
3. «Open the Grave» — 7:22
4. «Pray for Death» — 3:42
5. «Set Me Free» — 3:46 (Sweet cover)
6. «Breaking the Silence» — 5:50
7. «Worlds End» — 7:06
8. «Save the Skull» — 5:21

Бонус-трек CD релиза
1. «Heathen» — 6:35

Бонус-треки CD переиздания
Все демозаписи с Pray for Death
1. «Pray for Death» — 5:23
2. «Goblins Blade» — 4:30
3. «Open the Grave» — 7:21
4. «Heathen» — 6:56

## Участники записи
- Дэвид Годфри[англ.] — вокал
- Ли Элтус — гитара
- Дуг Пирси[англ.] — гитара
- Майк Ястремский — бас-гитара
- Карл Сэкко — ударные